# Думбрава (Појана Кристеј)
Думбрава (рум. Dumbrava) насеље је у Румунији у округу Вранча у општини Појана Кристеј. Oпштина се налази на надморској висини од 422 m.

## Становништво
Према подацима из 2002. године у насељу је живело 290 становника, од којих су сви румунске националности.